# 尼克拉斯·松德斯特伦
尼克拉斯·松德斯特伦（瑞典語：Niklas Sundström，1975年6月6日—），瑞典男子冰球运动员，场上位置是前锋。他曾代表瑞典国家队参加1998年和2002年冬季奥林匹克运动会冰球比赛，均获得第五名。